# Cañada de Gómez
Cañada de Gómez é um município de 2ª categoria da província de Santa Fé, na Argentina.